# Edward Szklarczyk
Edward Ignacy Szklarczyk (ur. 31 lipca 1941 w Suchej, zm. 26 kwietnia 2013 tamże) – polski lekkoatleta, olimpijczyk.
Specjalizował się w biegu na 3000 metrów z przeszkodami. Startował w tej konkurencji na igrzyskach olimpijskich w 1964 w Tokio, ale odpadł w przedbiegach. Wystąpił w niej w finale Pucharu Europy w 1965 w Stuttgarcie, gdzie zajął 3. miejsce. Osiemnaście razy wystąpił w meczach reprezentacji Polski w biegach na 3000 metrów z przeszkodami i na 1500 metrów (w latach 1962-1968), odnosząc 4 zwycięstwa indywidualne.
Pięć razy zdobywał tytuł mistrza Polski: w biegu na 3000 metrów z przeszkodami w 1963, 1964, 1965 i 1966 oraz w biegu przełajowym na 3 km w 1963. Cztery razy był wicemistrzem (bieg  na 3000 metrów z przeszkodami w 1967 i 1968, bieg na 5000 metrów w 1962 i bieg przełajowy na 5 km w 1965), a raz brązowym medalistą (3000 m z przeszkodami w 1970).
Rekordy życiowe:
- bieg na 1500 metrów – 3:45,7
- bieg na 3000 metrów – 8:00,8
- bieg na 5000 metrów – 14:11,0
- bieg na 3000 metrów z przeszkodami – 8:34,6

Był zawodnikiem MMKS Babia Góra Sucha Beskidzka (1960-1961), Legii Warszawa (1962-1965) i Zawiszy Bydgoszcz (1966-1971). Był absolwentem AWF w Poznaniu.